# Río Claro
Río Claro é uma comuna da província de Talca, localizada na Região de Maule, Chile. Possui uma área de 430,5 km² e uma população de 12.698 habitantes (2002).